# فردريك بيك
اللواء فريدريك جيرارد بيك (بالإنجليزية: Frederick Gerard Peake)‏ (12 يونيو 1886-30 مارس 1970م)، والمعروف باسم بيك باشا، كان ضابطًا في الجيش والشرطة البريطانية، وكان هو من أسَّس الفيلق العربي في إمارة شرق الأردن. ويختلط الأمر على بعض العرب عندما يقرؤون اسمه، حيث أن «بيك» ليس لقبًا تشريفيًّا إنما هو اسم عائلته الإنجليزيّ، ويختلف نطقها في الإنجليزية عن اللفظ الشهير في العربية.

## مسيرته العسكرية
وُلِد بيك في بلدة إبسوم الإنجليزية بتاريخ 12 يونيو 1886م، وكان والده هو الكولونيل وُولتَر بيك الحاصل على وِسَام الخدمة المميزة لِقَاء خدماته في بلدة ميلتون ماوبري بالقرب من مقاطعة ليسترشير الإنجليزية. وقد ارتاد فريدريك مدرسة ستابينغتون هاوس الأساسية في بَلْدَة فاريهام، ثم التحق بكلية ساندهيرست العسكرية الملكية التي تخرّج منها سنة 1906م، وجَرَى تعيينه في فَوْج الدوق ويلينغتون، وخّدّم في الهند بين عامَيْ 1908 و1913م.
وخلال الحرب العالمية الأولى، خَدَم بيك في الفيلق الجوي الملكي في مدينة سالونيكي اليونانية، كما كان ضابطًا في فيلق الجِمَال الإمبراطوري الذي كان جزءًا من الجيش الإمبراطوري البريطاني في مصر، وكانت مهمة بيك فيه هو الإشراف على بعثة دارفور. وفي 1917م تَلَقَّى قلادة النيل العظمى من الدرجة الرابعة. وخدم لفترة من الزمان تحت قيادة لورنس العرب.
وفي 1920م، تَرَك بيك -وقتها كان في رتبة النقيب- العمل لدى فيلق الجِمَال الإمبراطوري وانتقل إلى إمارة شرق الأردن لمراقبة الأوضاع الأمنية هناك. ولم يكن حينها الوضع الأمني مُسْتَتِبًّا من وجهة النظر البريطانية، بالتالي وفي أكتوبر من نفس العام تَرَقَّى بيك إلى رُتْبَة كولونيل وجاءه أمر من المندوب السامي البريطاني في فلسطين بأن يُشَكَّل قُوَّتَيْ شرطة صغيرتين:
1. قوة الشرطة الجَوَّالَة: عددها 100 رجل ومهمتها حراسة الطريق بين فلسطين وعمان.
2. قوة تتألف من 50 رجلًا يدعمون الضابط البريطاني المسؤول عن مدينة الكرك شرق البحر الميت.

وخلال فصول الصيف في الأعوام بين 1921 و1923م نَظَّم بيك قوة شرطة احتياطية جَوَّالَة مقدارها 150 رجلًا كانت هي النواة الأولى التي شَكَّلَت الفيلق العربي. وتألفت هذه القوّة من مجموعة من العرب والأكراد والأتراك والشيشان والشركس، وكانت أسلحتهم عبارة عن بنادق ألمانية الصُّنْع. وبسبب الصراعات المتزايدة في المنطقة، ارتفع عدد أفراد تلك القوة الاحتياطية الجوالة إلى 750 ضابط ومُجَنَّد. وأحبَطَت هذه القوة الغارات الناتجة عن ثورة العدوان في 1923م. وأصبح بيك لواءًا على الجيش في إمارة شرق الأردن.

## حياته الخاصة
في 1937م، تزوج بيك من إليزابيث ماكلين ريتشي، وهي البنت الأصغر لنورمان ريتشي من بلدة سان بوزويلز، ورُزِقا منها بابنة واحدة. وفي سنة 1939م، تقاعد بيك وخَلَفَه جون باغوت غلوب في قيادة الجيش في إمارة شرق الأردن. وأصبح بيك معروفًا بين الأردنيين باسم «بيك باشا».
وخلال تقاعده، استقرّ بيك في منطقة هوكسلي في سان بوزويلز، وهي المنطقة التي تنحدر منها زوجته التي توفيت سنة 1967م. أما ابنته -جوليا غريس بيك- فقد وُلِدَت سنة 1941م، وتزوجت لأول مرة من ديفيد رينويك غرانت، أما زواجها الثاني فكان من السِّير هيو أربوثنوت البارون السابع لعائلة أربوثنوت.

## الجوائز والأوسمة
- قلادة النيل العظمى من الفئة الرابعة، في مصر سنة 1917م.
- وسام الإمبراطورية البريطانية لرتبة ضابط، سنة 1926م.
- وسام الإمبراطورية البريطانية لرتبة قائد، سنة 1926م.
- وسام القديس يوحنا، سنة 1939م.
- وسام القديس ميخائيل والقديس جرجس، سنة 1939م.
- وسام الاستقلال الأردني.

## منشورات مختارة
- تاريخ الأردن وعشائرها، أصدرتْها دار نشر جامعة ميامي عام 1958م.[1]
- التغيير في سان بوزيلز (قصة بَلْدَة موجودة على الحدود)، نشرها جون ماكين وابنه سنة 1961م.[1]